# EQ Pegasi
EQ Pegasi eller Gliese 896 är en dubbelstjärna belägen i den mellersta delen av stjärnbilden Pegasus. Den har en skenbar magnitud av ca 10,4 och kräver ett teleskop för att kunna observeras. Baserat på parallax enligt Gaia Data Release 3 på ca 10,3 mas, beräknas den befinna sig på ett avstånd på ca 20,4 ljusår (6,25 parsek) från solen. Den rör sig närmare solen med en heliocentrisk radialhastighet på ca -0,2 km/s.

## Observation
EQ Pegasi upptäcktes som en dubbelstjärna av Carl A. Wirtanen, som under en systematisk undersökning av McCormick Observatorys fotografiska plåtar på dvärgar av spektraltyp M upptäckte en följeslagare ungefär två magnituder svagare med en separation av 3,5 bågsekunder.

## Egenskaper
Primärstjärnan EQ Apodis A är en röd stjärna i huvudserien av spektralklass M4 Ve. Den har en massa som är lika med ca 0,44 solmassor och utsänder energi från dess fotosfär motsvarande ca 0,019 gånger solen vid en effektiv temperatur av ca 3 600 K.

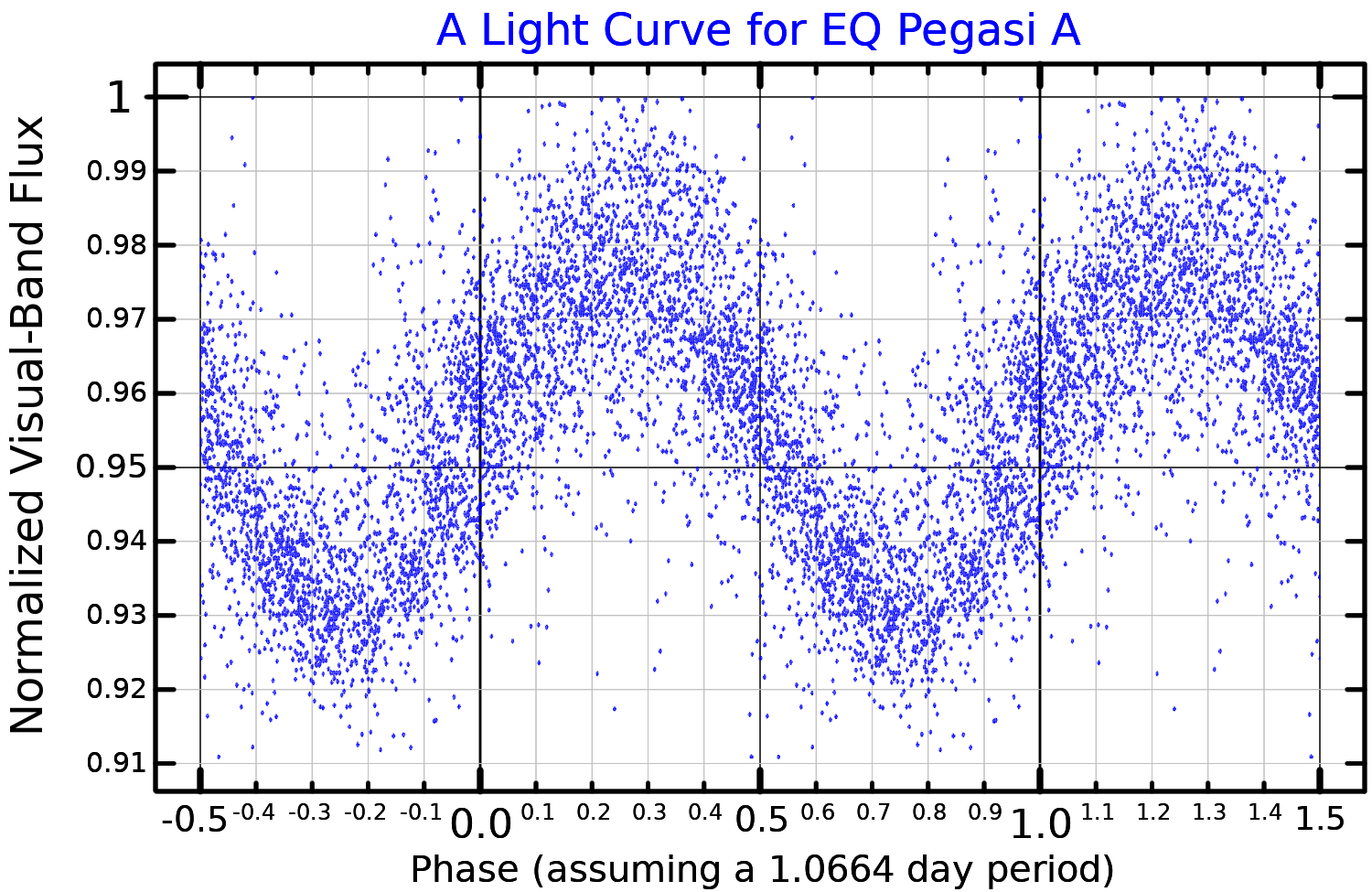
Ljuskurva i visuella bandet för EQ Pegasi A anpassad från Norton et al. (2001)

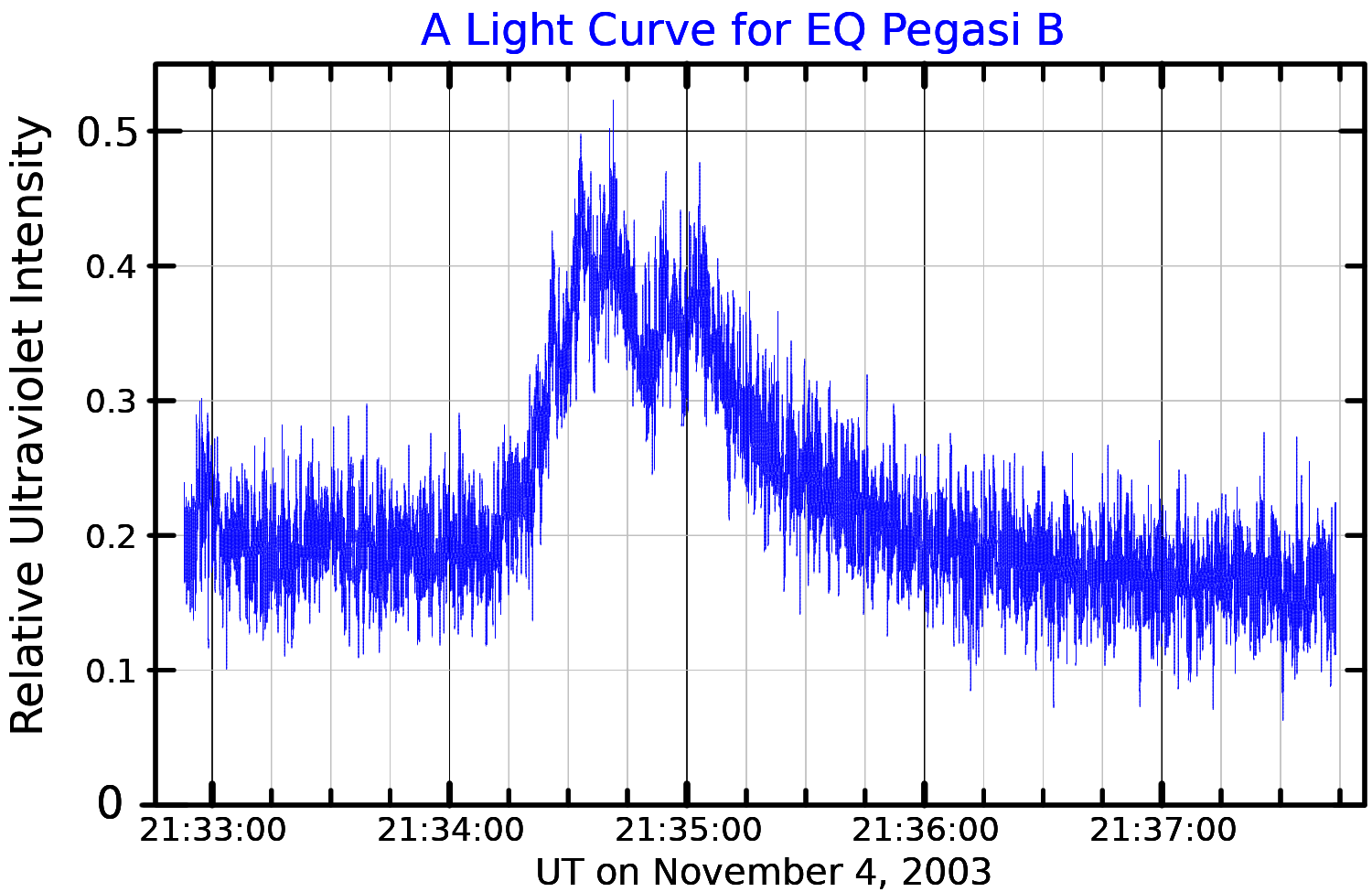
Ljuskurva i ultravioletta bandet för en flare på EQ Pegasi B anpassad från Mathioudakis et al. (2006)

Följeslagaren EQ Pegasi B är en röd dvärgstjärna av spektralklass M6 Ve med en massa som är lika med ca 0,17 solmassor, som utsänder energi från dess fotosfär motsvarande ca 0,008 gånger solen vid en effektiv temperatur av ca 3 300 K. Båda komponenterna tros också vara enkelsidiga spektroskopiska dubbelstjärnor med svaga följeslagare som inte har upplösts i dess några år långa omloppsbanor.

## Planetsystem
År 2022 upptäcktes med radioastrometri en exoplanet av jupiterstorlek i omloppsbana kring primärstjärnan. Tillsammans med planeten vid TVLM 513-46546 är detta den första bekräftade exoplaneten som upptäckts helt med hjälp av astrometri.
| Planet | Massa          | Halv storaxel (AE) | Siderisk omloppstid (d) | Excentricitet | Inklination    | Radie |
| ------ | -------------- | ------------------ | ----------------------- | ------------- | -------------- | ----- |
| b      | 2,26 ± 0,57 MJ | 0,64282 ± 0,00068  | 284,39 ± 1,47           | 0,35 ± 0,19   | 69,20 ± 25,61° | -     |